# 司马尚 (战国)
司马尚，战国时期赵国将领。
赵幽繆王七年（前229年），司马尚曾与赵將李牧率军抵抗秦將王翦的攻擊，后赵幽繆王听信他人言論，殺死李牧，免除司馬尚職務，其后再无記載。次年，秦国再次攻打赵国，赵幽繆王被俘，赵国灭亡。